# Tweebond

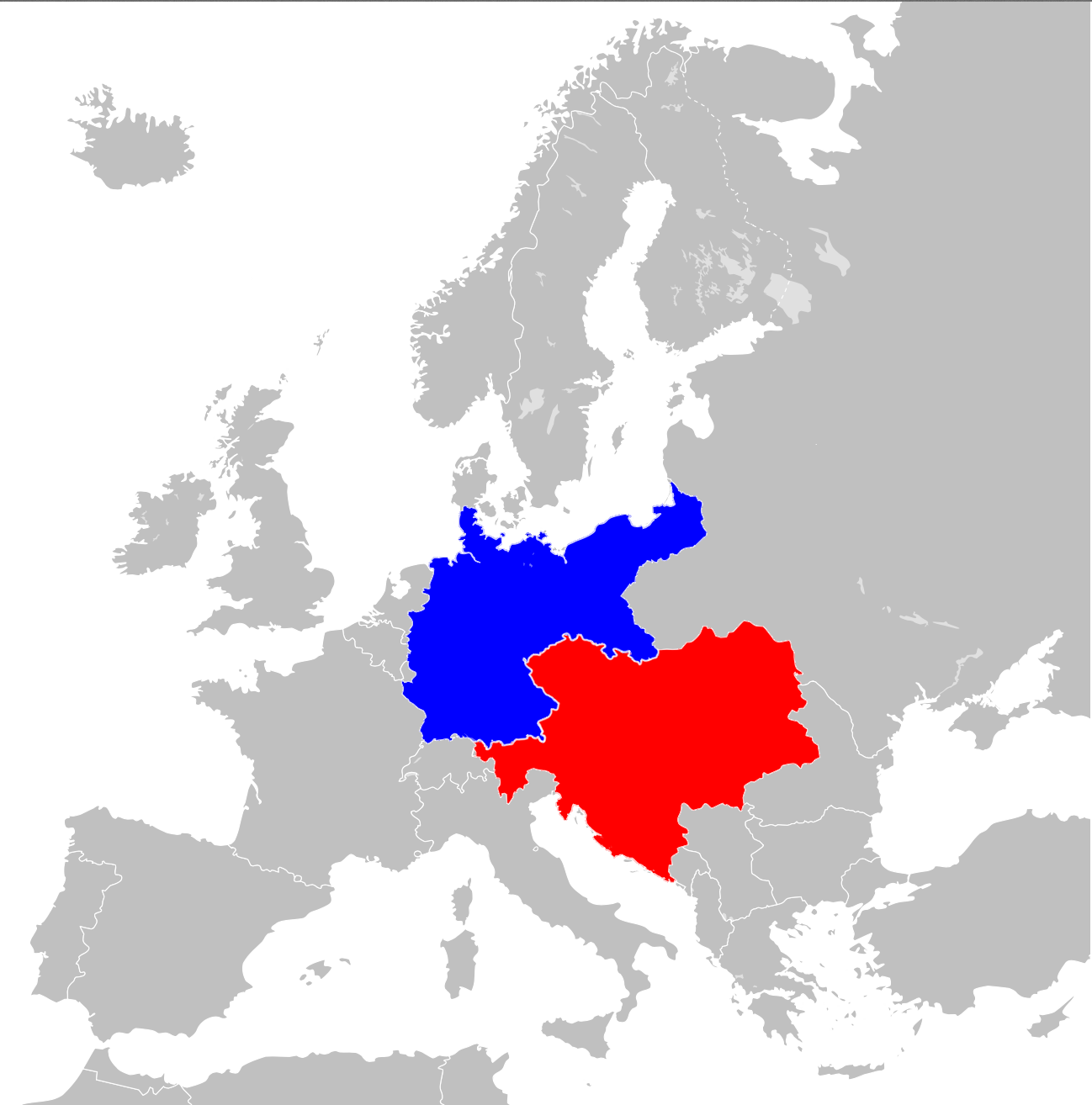
De beide keizerrijken die de Tweebond vormden.

De Tweebond of Duple Alliantie (Zweibund) was een op 7 oktober 1879 aangegane alliantie tussen Duitsland en Oostenrijk-Hongarije waarin de partijen elkaar bijstand beloofden bij een eventuele Russische aanval. Deze werd door toetreding in 1882 van Italië tot de Driebond (Dreibund): Italië deed een aanvraag om opgenomen te worden in de Duits-Oostenrijkse alliantie omdat het zich bedreigd voelde door de Franse expansiedrang. Deze vraag was ongebruikelijk aangezien de verhouding tussen Italië en Oostenrijk-Hongarije niet optimaal was; Italië maakte aanspraak op stukken Oostenrijks grondgebied.
Als tegenwicht tegen de Driebond, sloten Frankrijk en Rusland in 1893 een pact dat ook Tweebond werd genoemd.
De Driebond werd verschillende malen herbekrachtigd. Hij sneuvelde toen Italië in de Eerste Wereldoorlog in 1915 overliep naar de Entente. Duitsland en Oostenrijk-Hongarije vormden toen in die oorlog al de Centralen.